# خورخه گورگل
خورخه گورگل (انگلیسی: Jorge Gurgel؛ زادهٔ ۱۹۷۷) ورزشکار هنرهای رزمی ترکیبی اهل برزیل است.